# California State Route 190
De California State Route 190, afgekort CA 190 of SR 190, is een state highway van de Amerikaanse deelstaat Californië. De weg wordt door het Sierra Nevada-gebergte in twee gedeeld. Het westelijke deel loopt van SR 99 in Tipton naar het Sequoia National Park. Het oostelijke deel begint aan de U.S. Route 395 in Olancha, doorkruist het Death Valley National Park en stopt aan SR 127 in Death Valley Junction. Er zijn geen plannen om het 69 km lange ontbrekende deel aan te leggen; het zou namelijk door wildernisgebied lopen.
Waar SR 190 door de Death Valley loopt, is de weg erkend als een National Scenic Byway.